# Mongolian Stock Exchange

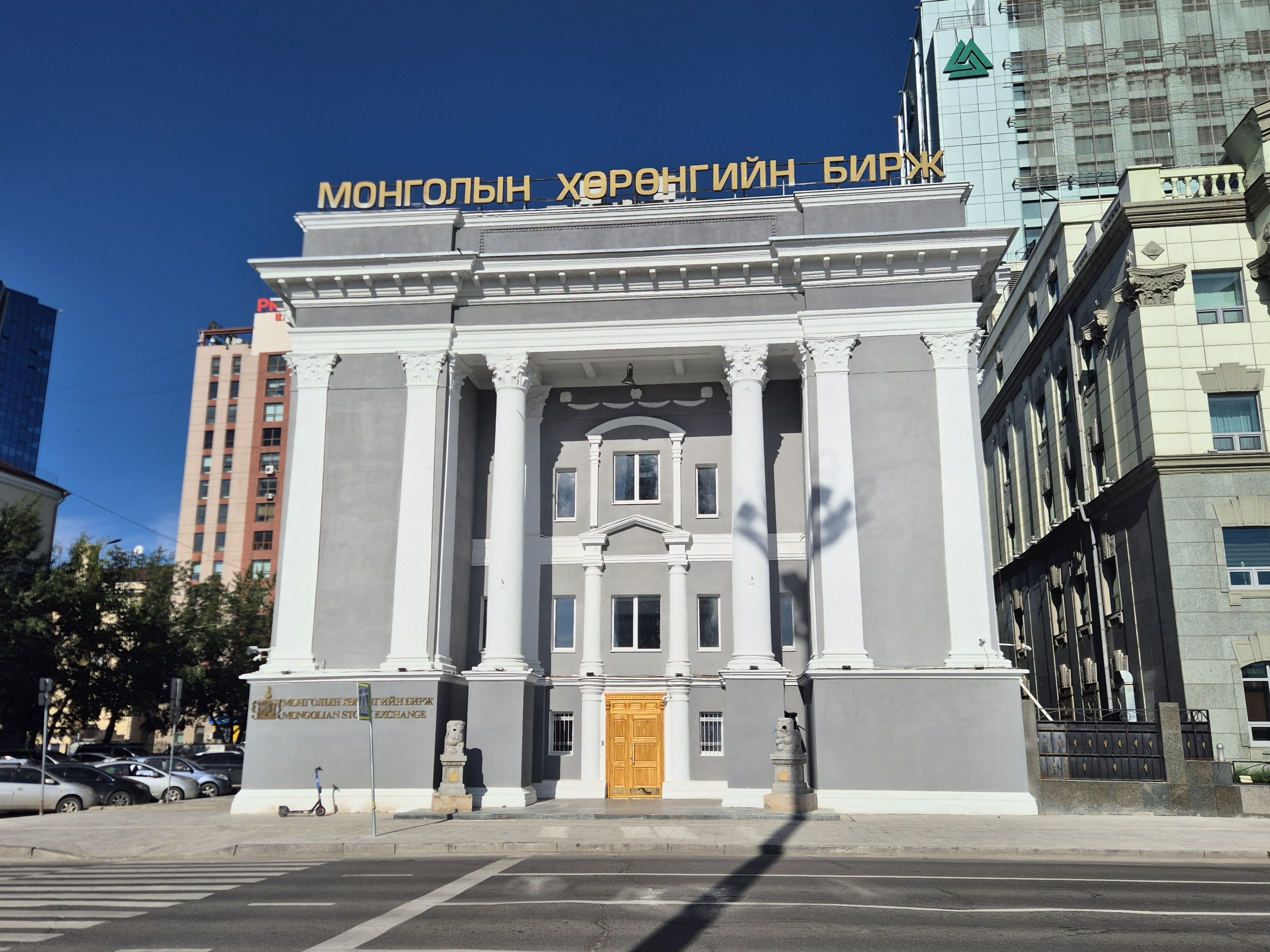
Gebouw van de effectenbeurs van Mongolië

De Mongolian Stock Exchange (Mongools: Монголын Хөрөнгийн Бирж/Mongolyn Khöröngiin Birj) is de effectenbeurs van Mongolië.
De beurs is opgericht in de hoofdstad Oelan Bator in januari 1991, nadat het land zich had losgemaakt van de Russische invloed. Aanvankelijk was de beurs slechts één uur per week open. Anno 2008 is de beurs vijf dagen per week geopend tussen 11.00 en 12.00 uur en hebben bijna 400 bedrijven een notering. Een vijfde van de ondernemingen genoteerd aan de Mongoolse beurs is actief in de mijnbouw. De beursindex heet de top 20 en bevat de twintig grootste beursfondsen. In 2006 was de beurs de kleinste ter wereld qua totale marktkapitalisatie. Ultimo 2007 bedroeg de totale waarde van de aandelen 613 miljoen dollar, waar de New York Stock Exchange goed was voor 14,6 biljoen dollar.
De beurs heeft samenwerkingsverbanden met de beurs van Zuid-Korea, Hongkong en Singapore.